# Dixie Lee
Dixie Lee, pseudonimo di Wilma Winifred Wyatt (Harriman, 4 novembre 1909 – Los Angeles, 1º novembre 1952), è stata un'attrice statunitense.

## Biografia
Nata in Tennessee, si formò come artista a Chicago, dove adottò il nome professionale Dixie Carroll. Partecipò ad alcuni spettacoli con la compagnia itinerante Good News, prima di ottenere un contratto cinematografico con la Fox tramite Winfield Sheehan e cambiò nome in Dixie Lee per evitare confusione con le attrici Nancy Carroll e Sue Carol.
La carriera cinematografica dell'attrice si concentra esclusivamente negli anni compresi tra il 1929 e il 1935. Uno dei suoi ruoli più importanti fu quello nel film Love in Bloom (1935) di Elliott Nugent, mentre l'ultimo film a cui partecipò fu Abbasso le bionde (1935).
Come cantante registrò alcune canzoni tra il 1935 e il 1936: tra queste, You've Got Me Doing Things, Until the Real Thing Comes Along e When a Lady Meets a Gentleman Down South. Duettò con il marito in A Fine Romance e The Way You Look Tonight (1936), prima di ritirarsi dal mondo dello spettacolo.
Nel 1950 partecipò con il marito al suo programma radiofonico. Si trattava della prima apparizione professionale dal 1936.
Morì di cancro alle ovaie nel 1952, tre giorni prima del suo quarantatreesimo compleanno.

## Vita privata
Nel 1930 sposò il cantante e attore Bing Crosby, all'epoca meno conosciuto di lei. Il loro matrimonio fu turbolento ma la coppia ebbe quattro figli: Gary (1933), i gemelli Phillip e Dennis (1934) e Lindsay (1938). Lindsay e Dennis morirono per suicidio da adulti, rispettivamente nel 1989 e nel 1991. È anche nonna di Denise Crosby, figlia di Dennis.

## Filmografia parziale

### Attrice
- Follie del giorno (Fox Movietone Follies of 1929), regia di David Butler e Marcel Silver (1929)
- Why Leave Home?, regia di Raymond Cannon (1929)
- Harmony at Home, regia di Hamilton MacFadden (1930)
- Let's Go Places, regia di Frank R. Strayer (1930)
- Come nasce l'amore (The Big Party), regia di John G. Blystone (1930)
- Cheer Up and Smile, regia di Sidney Lanfield (1930)
- No Limit, regia di Frank Tuttle (1931)
- Una notte indiavolata (Mr. Lemon of Orange), regia di John G. Blystone (1931) - non accreditata
- Quick Millions, regia di Rowland Brown (1931) - non accreditata
- Night Life in Reno, regia di Raymond Cannon (1931)
- Manhattan Love Song, regia di Leonard Fields (1934)
- Love in Bloom, regia di Elliott Nugent (1935)
- Abbasso le bionde (Redheads on Parade), regia di Norman Z. McLeod (1935)

### Film su Dixie Lee
- Una donna distrusse (Smash-Up: The Story of a Woman), regia di Stuart Heisler (1947)